# عبد العزيز بن أحمد بن عبد العزيز آل سعود
الأمير عبد العزيز بن أحمد بن عبد العزيز آل سعود (ولد بالرياض في 20 يونيو 1963م-) هو الابن الأكبر للأمير أحمد بن عبد العزيز آل سعود والدته هي الأميرة فهدة بنت تركي بن أحمد السديري. وقد تخرج في جامعة الملك سعود بالرياض المملكة العربية السعودية في عام 1986م، متخصصاً في العلوم السياسية والإدارية. حصل الأمير عبد العزيز على الدكتوراه الفخرية من الكلية الملكية للجراحين بإيرلندا عام 2007م،
.

## مناصبه
- رئيس مجلس الإدارة والرئيس التنفيذي لمجموعة عذيب
- رئيس مجلس إدارة شركة اتحاد عذيب للاتصالات "جو GO"
- رئيس مجلس المديرين لشركة مقاولات الخليج للشحن والتفريغ
- رئيس مجلس إدارة مجلس الشرق الأوسط الأفريقي لطب العيون
- رئيس المكتب الإقليمي للوكالة الدولية لمكافحة العمى بشرق المتوسط وعضو مجلس الأمناء
- رئيس الجمعية السعودية لطب العيون
- رئيس اللجنة الوطنية لمكافحة العمى
- مالك مربط عذبة للخيل الخيل العربية الأصيلة

## أسرته

### زوجته
- الأميرة خلود بنت مساعد بن أحمد السديري

### أبنائه
- الأميرة مها بنت عبد العزيز بن أحمد بن عبد العزيز آل سعود ولدت في شهر مارس عام 1991. متزوجة من الأمير تركي بن نواف بن عبد الرحمن بن أحمد بن عبد الرحمن السديري، حفيد قائم مقام جده. أقيم حفل الزواج يوم السبت 29/1/1436هـ الموافق 22/11/2014 م بقاعة فندق الريتز كارلتون بالرياض[2]
- الأمير تركي بن عبد العزيز بن أحمد بن عبد العزيز آل سعود

## جوائز
حاز على جائزة الإنجاز العالمي من الوكالة الدولية لمكافحة العمى (IAPB) أثناء جمعيتها العمومية السابعة التي عقدت في دبي في سبتمبر 2004 ، كما حاز على درع المؤتمر المشترك الرابع للجمعية العربية لطب العيون، ومؤتمر البحرين الأول تقديرا لجهود سموه على المستويين الإقليمي والعالمي في مساندة «مبادرة الرؤية 2020: الحق في الإبصار». وقد أدت هذه الجهود إلى تبني توجهات تلك المبادرة في كل دول شرق المتوسط الـ 22 اعتبارا من سبتمبر 2004. كما أنه حاز على درع الشيخ حمدان بن راشد آل مكتوم من قبل جمعية طب العيون بدولة الإمارات العربية المتحدة في أبريل 2005 تقديرا لتفانيه في مجال مكافحة العمى، ووسام النيلين من الرئيس السوداني عمر البشير في نوفمبر 2005.كما أنه حاز على شهادة الدكتوراه الفخرية من الكلية الملكية للجراحين بأيرلندا كما أن الوكالة الدولية لمكافحة العمى كرمت سموه نظير جهوده في استصدار القرارات من منظمة الصحة العالمي لمكافحة الإعاقة البصرية على المستوى العالمي وتفعيد المبادرة العالمي «الرؤية 2020 : الحق في الابصار» بالإضافة إلى كل ذلك فقد حاز الأمير عبد العزيز على العديد من الأوسمة على مدى السنوات التي سبقت السنوات المذكورة أعلاه من عدة دول ومنظمات.

## استثمارات
- رئيس مجلس إدارة مجموعة عذيب والشركات التابعة لها
- الرئيس التنفيذي لشركة عذيب التجارية
- يعد من الشركاء الرئيسيين في العديد من المنشآت والمؤسسات الخاصة والمشروعات المشتركة الرائدة العاملة في المجالات الصناعية والتجارية مثل: شركة الراجحى المالية للاستثمار (بنك الراجحي) التي يعد الأمير عبد العزيز أحد الشركاء المؤسسين لها

ويتركز التوجه الاستراتيجي الحالي لسموه في مجال الأعمال والتجارة حول إنشاء شركة اتصالات كبرى، وإنشاء وتطوير مؤسسة مالية استثمارية، والعمل في مجال تعزيز أعمال تداول ومناولة البضائع في الموانئ.
يعرف عن الأمير عبد العزيز حبه للخيل، وهو مالك مربط «عذبة» الذي يضم عدداً كبيرا من الخيول والافراس التي تنحدر من أرقى السلالات. بالإضافة لذلك الأمير عبد العزيز مولع بالصيد والصقور والرحلات البرية.

## روابط
- مجموعة عذيب
- IAPB
- MEACO
- Saudi Ophthalmology Society
- ICO Foundation
- عبد العزيز بن أحمد بن عبد العزيز آل سعود